# 中華鱉
中華鱉（學名：Pelodiscus sinensis），中文俗名包含水魚、甲魚、團魚、泥龜、圓魚、腳魚及神守等，英文譯名俗稱軟殼龜 (Soft-shell turtle)，是中華鱉屬的一種軟殼淡水龜，是東亞地區最常見的食用鱉，泰國、馬來西亞等地皆有養殖。其種名“sinensis”意為“中華的”。

## 特徵
成鱉頭胸甲長度平均約33公分，甲殼呈橄欖褐色、暗綠色或黃褐色；體型扁平、呈橢圓形；全身皮膚堅韌、無角質盾板，以革質皮膚包覆；腹甲平坦光滑、呈灰白色或黃白色；背甲邊緣為肉質結締組織、稱為裙邊；頭部可能有紋向眼後伸延；鼻孔像豬鼻，且靈活；頸部較長、呈圓筒狀；四肢扁平且都有蹼及三爪、後肢較前肢發達。
少數中華鱉個體會發生突變，比正常個體多1枚胸椎和1對肋骨（即胸椎11枚, 肋骨9對），稱為九肋鳖。

## 分佈
中華鱉分布於俄羅斯、朝鮮半島、日本、中國南部 (華中、華南及海南島)、台灣 (南部地區)及越南，已經被引入到美國、泰國及馬來西亞等世界其他地區。
中國東北、日本、朝鮮、俄羅斯遠東地區東南部、越南北部的種群則被劃分為 P. maackii、P. axenaria 這兩個新種。

## 生活習性
水棲性，常棲息於沙泥底質的淡水水域。有上岸進行日光浴的習性。
肉食性，以魚、蝦、軟體動物等為主食，多夜間覓食。

## 生存狀況
2000年國際自然保護聯盟（IUCN）對中華鱉生存狀況的評估為易危。

## 經濟價值
中華鱉既有食用價值,也有藥用價值，根據李時珍的《本草綱目》记载，鱉性味甘，平，有滋陰補腎、清退虛熱的功效。但由於鱉的膽固醇含量極高，因此肝臟不好的人不宜食用，傳統認為鱉能補肝，其實是一種謬誤。